# جهاز التدريب الإهليلجي

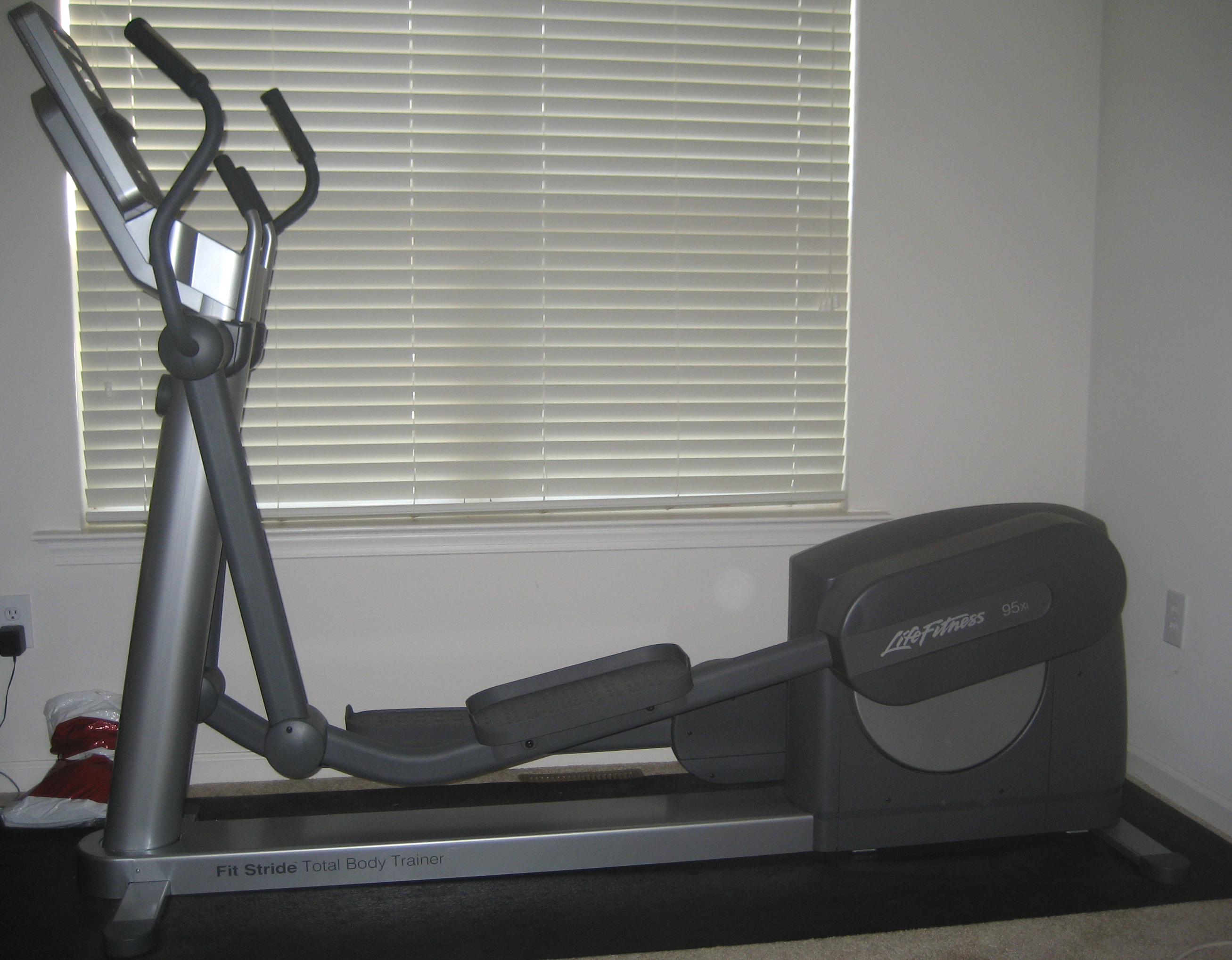
جهاز تدريب إهليلجي تجاري ذو دفع خلفي

جهاز التدريب الإهليلجي أو المتقاطع أو جهاز الغزال هو جهاز تمرين ثابت يستخدم لتسلق السلالم أو المشي أو الرطض دون التسبب في ضغط مفرط على المفاصل، وبذلك يقلل خطر الإصابات الناتجة عن الاصطدام بالأرض. لهذا السبب، يمكن للأشخاص الذين يعانون من بعض الإصابات استخدامها للحفاظ على لياقتهم البدنية، إذ أن تأثيرها المنخفض لا يؤذيهم. يتيح جهاز الإهليلجي تمرينًا للقلب والأوعية الدموية دون تأثير سلبي، ويمكن أن تراوح شدته من الخفيفة إلى العالية، بناءً على سرعة التمرين ومستوى المقاومة الذي يختاره المتدرب.
دخلت أجهزة التدريب الإهليلجية السوق أول مرة في تسعينيات القرن العشرين، حيث اخترعتها شركة بِريكور.
يعمل معظمها تدريب على الجزء الأعلى والأسفل من جسم المتدرب (مع أن بعض الطُرز لا تحتوي على أجزاء متحركة للجزء الأعلى من الجسم). أجهزة التدريب الإهليلجية تعد ذات تأثير ضئيل، لكنها نموذجٌ للتمارين التي تعتمد على حمل الأوزان. يمكن تشغيلها ذاتيًا بحركة يُولدها المستخدم، أو تحتاج إلى توصيلها بالكهرباء لضبط الحركة أو لتشغيل لوحات التحكم الإلكترونية وأنظمة المقاومة.